# Xylotrechus capricornus
Xylotrechus capricornus là một loài bọ cánh cứng trong họ Cerambycidae.